# Le Petit Bagarreur
Pour plus de détails, voir Fiche technique et Distribution.
Le Petit Bagarreur (titre original : Hoosier Schoolboy) est un film américain réalisé par William Nigh, sorti en 1937. 

## Synopsis
Une institutrice arrive dans une nouvelle ville et se retrouve prise dans les problèmes et les conflits de la ville.

## Fiche technique
- Titre original : Hoosier Schoolboy
- Réalisation : William Nigh
- Scénario : Edward Eggleston, Robert Lee Johnson
- Producteur : Ken Goldsmith
- Photographie : Paul Ivano
- Montage : Roy V. Livingston
- Société de production : Monogram Pictures
- Pays d'origine :  États-Unis
- Format : Noir et blanc - 1,37:1 - son : Mono
- Durée : 62 min
- Dates de sortie :  
  - États-Unis :7 juillet 1937
  - France : 28 février 1940

## Distribution
- Mickey Rooney : Shockey Carter
- Anne Nagel : Mary Evans
- Frank Shields Sr. : John 'Jack' Matthews Jr.
- Edward Pawley : Capitaine Fred Carter
- William Gould : John Matthews Sr.
- Dorothy Vaughan : Miss Hodges, l'institutrice
- Anita Deniston : Elvira
- Harry Hayden : Mr. Townsend
- Bradley Metcalfe : Roger Townsend
- Doris Rankin : une écolière
- Walter Long : Riley
- Helena Grant : une écolière
- Cecil Weston : un instituteur
- Mary Field : la secrétaire du Conseil scolaire
- Zita Moulton : une écolière
- Fred A. Kelsey : Mr. Crowder

Acteurs non crédités
- Horace B. Carpenter : un citadin
- Lester Dorr : directeur du Noble Hotel
- Junior Hughes : un écolier
- Elaine Koehler : une écolière
- Mildred Kornman : une écolière
- Buddy Londelius : un écolier
- William McCall : un citadin
- June Parkes : une écolière
- Martin H. Pawley : un camarade de classe
- Maude Philby : Mrs. Townsend